# Sälgvedbock
Sälgvedbock (Saperda similis) är en skalbaggsart som beskrevs av Johann Nepomuk von Laicharting 1784. Sälgvedbock ingår i släktet Saperda och familjen långhorningar.
Artens utbredningsområde är:
- Frankrike.
- Kazakstan.
- Ukraina.

Arten är reproducerande i Sverige. Inga underarter finns listade i Catalogue of Life.

## Bildgalleri

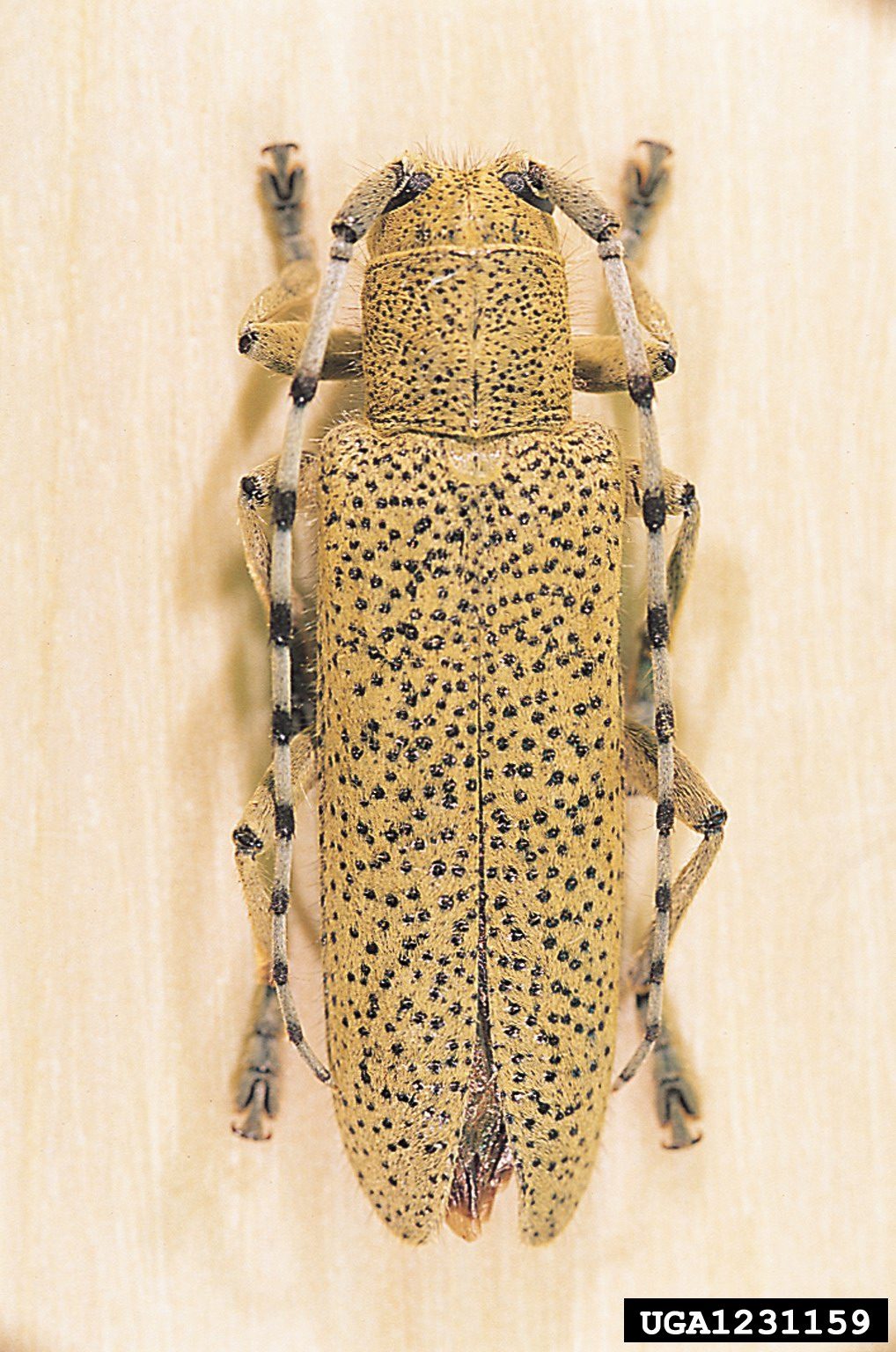
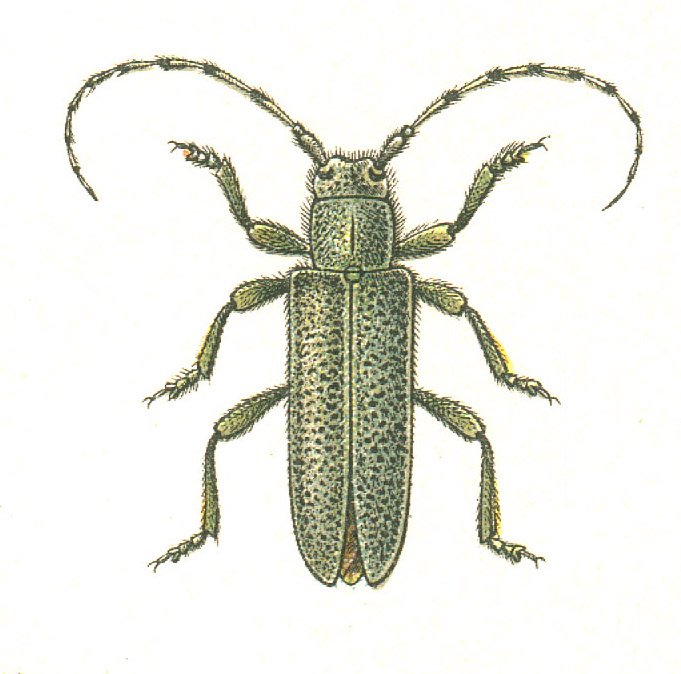